# Chibi-Robo! Zip Lash
Chibi-Robo! Zip Lash, conocido en Japón como Nagenawa Akushon! Guruguru! Chibi-Robo! (なげなわアクション！ぐるぐる！ちびロボ！?), es un videojuego de Skip Ltd. y Vanpool publicado para Nintendo 3DS en Japón y Norteamérica en octubre de 2015, y en Europa y Australia en noviembre de 2015.
El juego pertenece a la saga Chibi-Robo!, siendo esta su segunda aventura en Nintendo 3DS, después de Chibi-Robo! Let's Go, Photo!
Es compatible con el amiibo de Chibi-Robo, que salió a la venta junto con el juego en una edición especial.